# Homo Sapien 1900

Homo Sapien 1900 é um documentário do diretor sueco Peter Cohen lançado em 1998 que foi construído a partir de arquivos de fotos e filmes na tentativa de narrar como a Europa na passagem do século XIX para o XX tentou estabelecer a eugenia e a limpeza racial como formas de aperfeiçoar o ser humano.